# Eucaerus
Eucaerus is een geslacht van kevers uit de familie van de loopkevers (Carabidae). De wetenschappelijke naam van het geslacht is voor het eerst geldig gepubliceerd in 1853 door LeConte.

## Soorten
Het geslacht Eucaerus omvat de volgende soorten:
- Eucaerus badistrinus (Bates, 1872)
- Eucaerus geminatus Bates, 1871
- Eucaerus haitianus Darlington, 1935
- Eucaerus hilaris Bates, 1871
- Eucaerus insularis Darlington, 1934
- Eucaerus lebioides Bates, 1871
- Eucaerus olisthopoides Bates, 1872
- Eucaerus opacicollis (Bates, 1872)
- Eucaerus pulchripennis Bates, 1871
- Eucaerus sericatus Ball & Hilchie, 1983
- Eucaerus sericeus Bates, 1871
- Eucaerus striatus Bates, 1871
- Eucaerus sublimbatus Motschulsky, 1862
- Eucaerus sulcatus Bates, 1871
- Eucaerus varicornis LeConte, 1853